# Маркелов, Дмитрий Михайлович
Дми́трий Миха́йлович Марке́лов (1864—1924) — действительный статский советник, прокурор; во время Первой мировой войны — начальник московского управления санитарных поездов и питательных пунктов.

## Биография
Родился в 1864 году в Москве. Отец — Михаил Дмитриевич Маркелов (1814—1884), чиновник особых поручений при московском генерал-губернаторе, мать — Екатерина Валериановна Майкова (1834—1902), двоюродная сестра поэта Аполлона Николаевича Майкова. Дмитрий был старшим сыном в своей семье (не считая Валериана, умершего в младенчестве). У него было три брата: Владимир (умер девяти лет в 1875 году), Константин (1868—1944) и Николай (1872—1952), а также сестра Валерия (1876—1930). В беллетризованных мемуарах своего брата Константина выведен под именем Серёжи.
В детские годы Д. М. Маркелов проводил лето в родительском имении Красный Стан. Впоследствии, по примеру сестры, купил землю и построил дачный дом неподалеку от Красного Стана, на противоположном берегу Москвы-реки.
Дмитрий Михайлович, как и его братья Константин и Николай, окончил Императорское училище правоведения в Санкт-Петербурге (в 1887 году, XII классом). Служил в различных городах, в том числе в Твери, в Вильне в должности товарища прокурора Виленской судебной палаты и др.
Был ктитором (старостой) церкви великомученика Георгия на Всполье в Москве.
Во время Первой мировой войны — начальник московского управления санитарных поездов и питательных пунктов.
В 1919 году был арестован по политическому обвинению, однако в скором времени освобожден по амнистии (реабилитирован в 2003 году). Впоследствии снова был арестован.
Скончался от туберкулёза в больнице им. Снегирёва на Собачьей площадке 16 марта 1924 года. Похоронен на Ваганьковском кладбище в Москве.

## Семья
Маркелов был женат на Александре Ивановне Корх (1869—1945), внучке П. Н. Замятнина. Родная сестра Александры, Агата Ивановна (1871—1941), вышла замуж за Константина Константиновича Алкалаева-Калагеоргия (1866 — ок. 1921), знакомого Д. М. Маркелова по Училищу правоведения; их сын — профессор Константин Константинович Алкалаев.
В семье было пятеро детей:
- Владимир (1889—1966), был женат на Нине Феликсовне Мурзо (1893—1982), однокласснице Анастасии Цветаевой[9], детей не было;
- Наталья (1890—1963), замужем за Юрием Ивановичем Зверевым (1882—1966), правнуком Л. Ф. Людоговского, внуком М. Л. Людоговского, сын Владимир Юрьевич Зверев (1917—1993), женат на Ольге Дмитриевне Маклаковой (1918—2008);
- Евгения (1891—1967), дочь Наталья Константиновна Жовнеровская-Маркелова (1922—2006), замужем за Адрианом Борисовичем Людоговским (1911—1988), крестником А. М. Устинова;
- Константин (1895—1907);
- Ольга (1897—1966), замужем за Всеволодом Владимировичем Чижовым (1889—1965), праправнуком архитектора О. И. Бове, сын Олег Всеволодович Чижов (1926—2008), врач, генеалог, коллекционер, женат на дочери К. К. Алкалаева Елене Константиновне Алкалаевой (1924—1990).

Дочери Д. М. Маркелова учились в гимназии Алелековой на Большой Никитской.
Потомки Д. М. Маркелова — внуки, правнуки и праправнуки трёх его дочерей — живут преимущественно в Москве.